# Абруцький заповідник
А́бруцький запові́дник, або приро́дний запові́дник А́брука (ест. Abruka looduskaitseala) — природний заповідник, розташований на заході Естонії. Створений 3 грудня 1937 року задля охорони масиву широколистяного лісу, пізніше був розширений з метою охорони оселищ рідкісних птахів. Сучасна площа складає 414,3 га. Входить до складу європейської мережі природоохоронних територій Natura 2000.

## Історія
Заповідник Абрука розташований на невеликому однойменному острові. Через низьку щільність населення тут добре зберігся широколистяний праліс, тому ще 1932 року міністром сільського господарства Естонії для цієї місцевості були встановленні обмеження щодо природокористування. 3 грудня 1937 року уряд Естонії постановив узяти Абруцький ліс під охорону, щоб запобігти можливому вирубуванню в майбутньому. Встановлений охоронний режим забороняв будь-яку господарську діяльність у лісі (збирання рослин, випасання худоби тощо), а також полювання на звірів і птахів, окрім диких свиней і лисиць. Також було дозволено вибірково вирубувати старі засохлі ялини і вивозити до 25 м³ дров. Початкова площа охоронної зоні склала лише 98,1 га. 1959 року її збільшили до 103 га, а 2007 року істотно розширили до 414,3 га. Після розширення до задач охоронної діяльності заповідника Абрука додали збереження природного середовища коловодних і перелітних птахів, а сам заповідник включили до європейської природоохоронної мережі Natura 2000.

## Географія

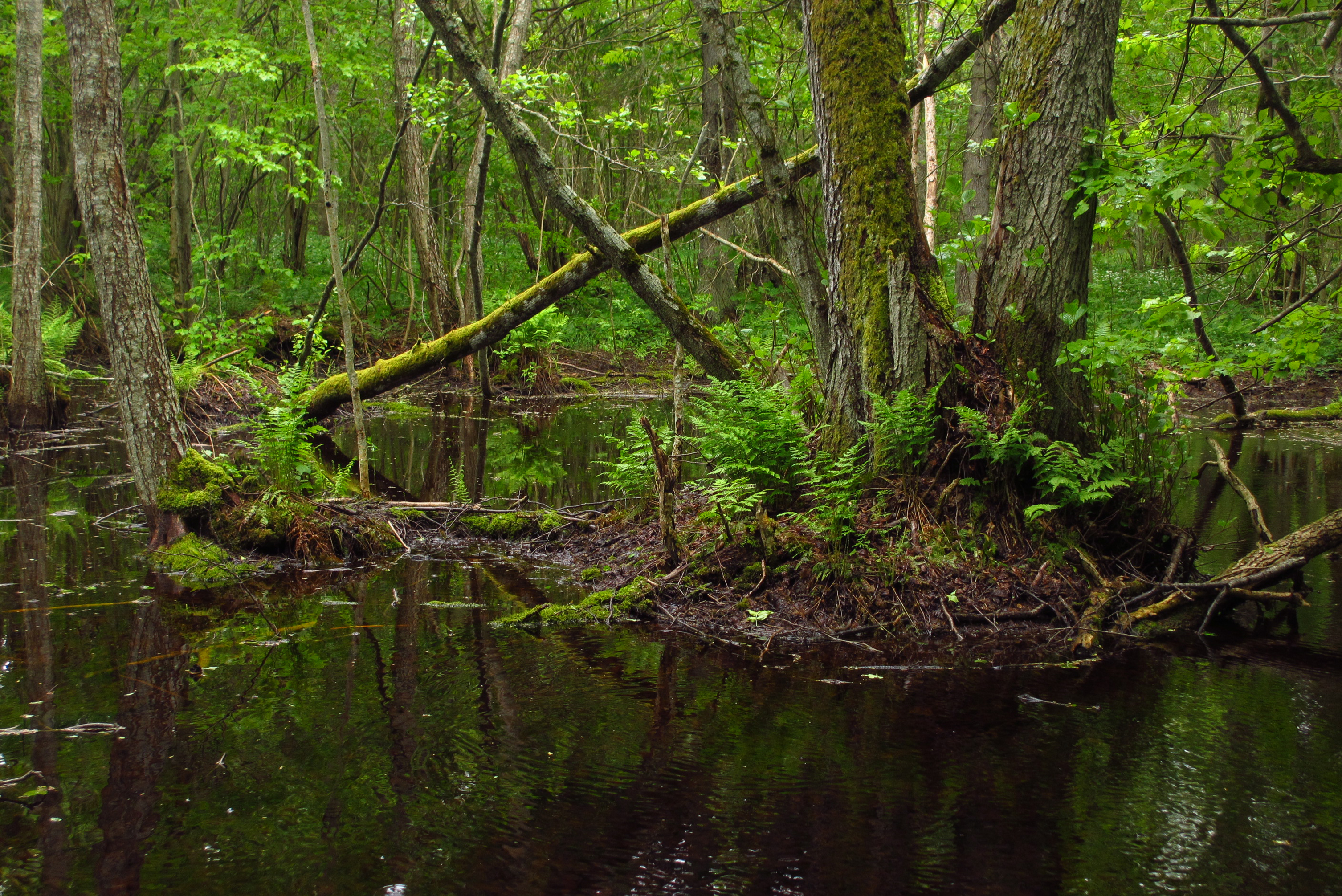
Заболочений ліс.

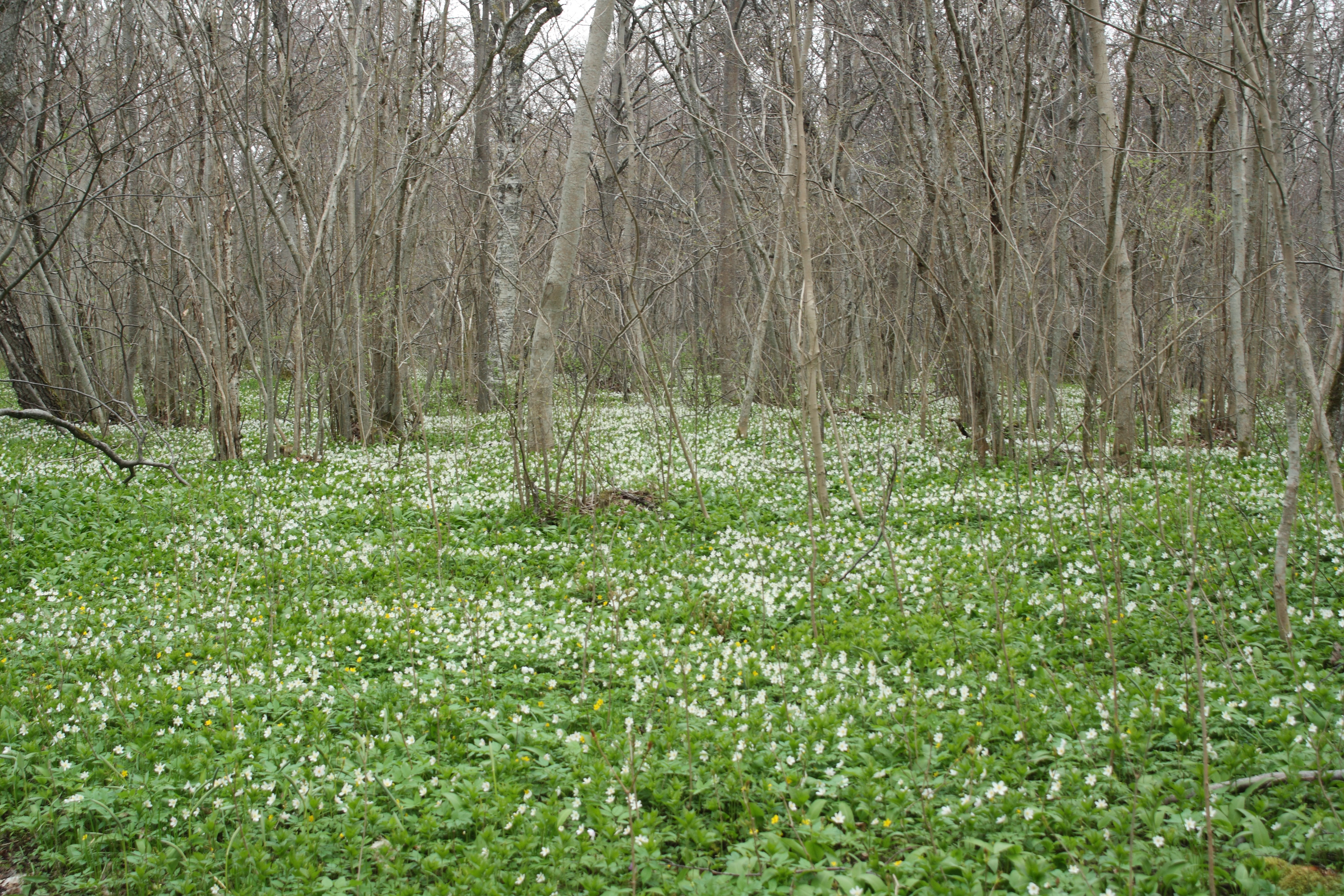
Анемони квітнуть у весняному лісі.

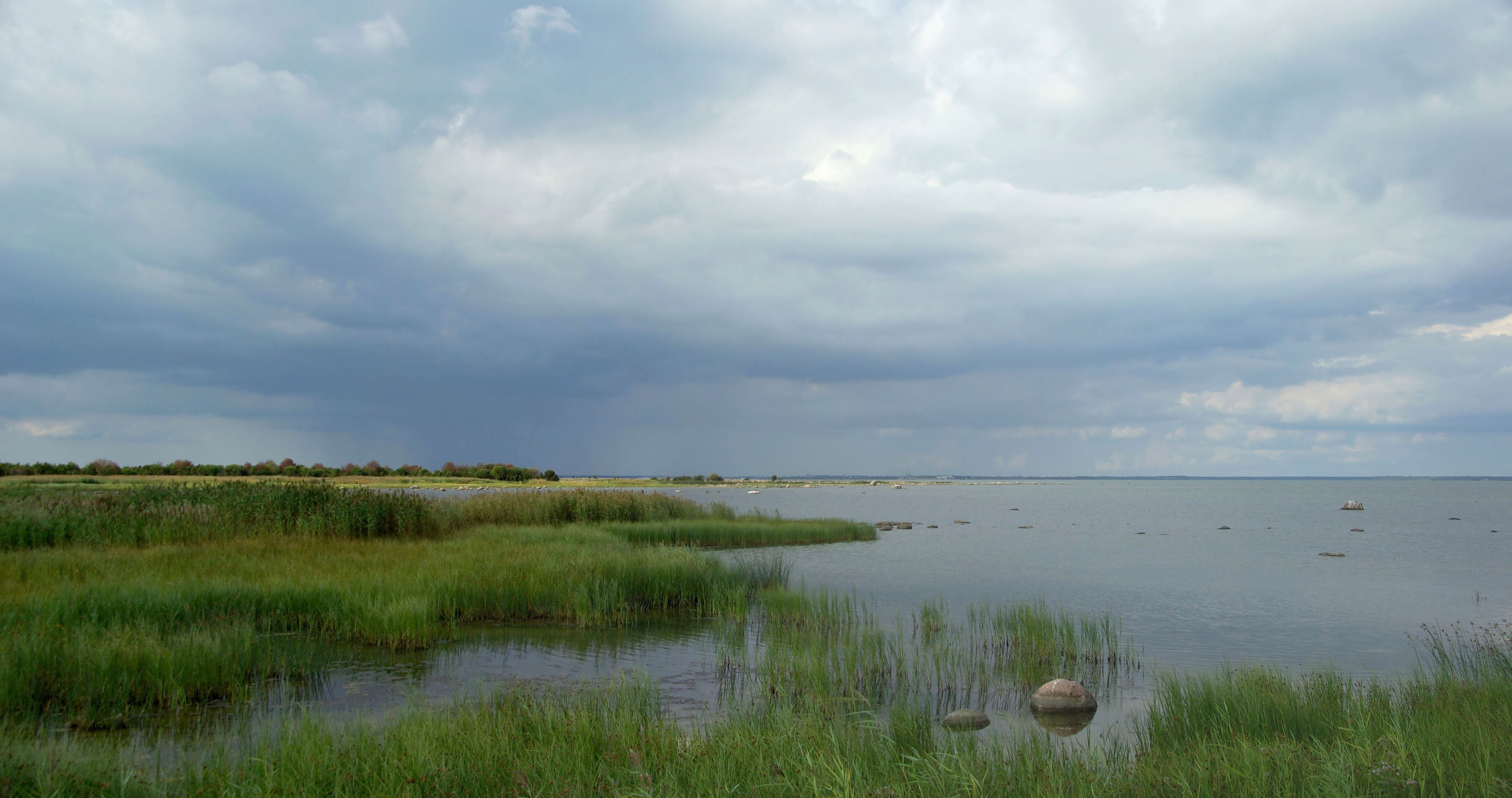
Прибережні луки Абруки.

Абруцький заповідник знаходиться на заході Естонії, в повіті Сааремаа, у волості Каарма. Його терени охоплюють частину острову Абрука, а також дрібніші острови Касселайд і Ліннусітамаа. Поблизу кордонів заповідника існує тільки один населений пункт — село Абрука.
Територія Абруцького заповідника рівнинна. В його межах представлені такі типи ландшафтів як широколистяні ліси, заболочені ліси, штучні деревні насадження, лісолуки, струмки, альварні та приморські луки, невеликі острівці. Ліси зосереджені у глибині суходолу, тобто на найбільшому в межах заповідника острові Абрука. Острівці меншого розміру, відкриті морським вітрам, переважно безлісі. Власне акваторія Балтійського моря до охоронної зони не входить.

## Флора
Цінність широколистяних лісів заповідника полягає в тому, що вони є залишками реліктової рослинності, що сформувалась в цій місцевості 5000—7000 років тому в атлантичному кліматичному періоді. В Абруцькому лісовому масиві панує липа дрібнолиста із домішками в'яза шорсткого і ясена звичайного. Подекуди трапляються поодинокі ялини європейські, дуби звичайні, берези повислі, осики. Середній вік дерев у верхньому ярусі складає 100 років, а вік найстаріших особин оцінюють у 160—200 років. У підліску переважає ліщина звичайна. Трав'яний покрив в таких лісах багатий. Серед рідкісних рослин тут можна побачити горлянку повзучу, коручку чемерникоподібну, цибулю ведмежу. Разом з останнім видом навесні квітучий покрив утворюють чисельні анемони жовтецева і дібровна. У найбільш затінених куточках лісу звичайні папороті.
Чимало рідкісних представників флори Естонії зростає на заповідних луках. На прибережних ділянках тут трапляються журавець блискучий, осока розтягнута, содник приморський, подалі від урізу води — особливо рідкісний для Естонії бутень п'янкий. Натомість орхідеї віддають перевагу альварам, чиї вапнякові ґрунти їм особливо до вподоби. Серед лучних орхідей тут доволі звичайні зозульки плямисті та зозулинець чоловічий.
Крім того, для рослинності заповідника характерні лишайники, що зростають як у трав'яному покриві, так і на стовбурах дерев. Серед цих організмів переважають гіалекта в'язова й лобарія легеневоподібна.

## Фауна

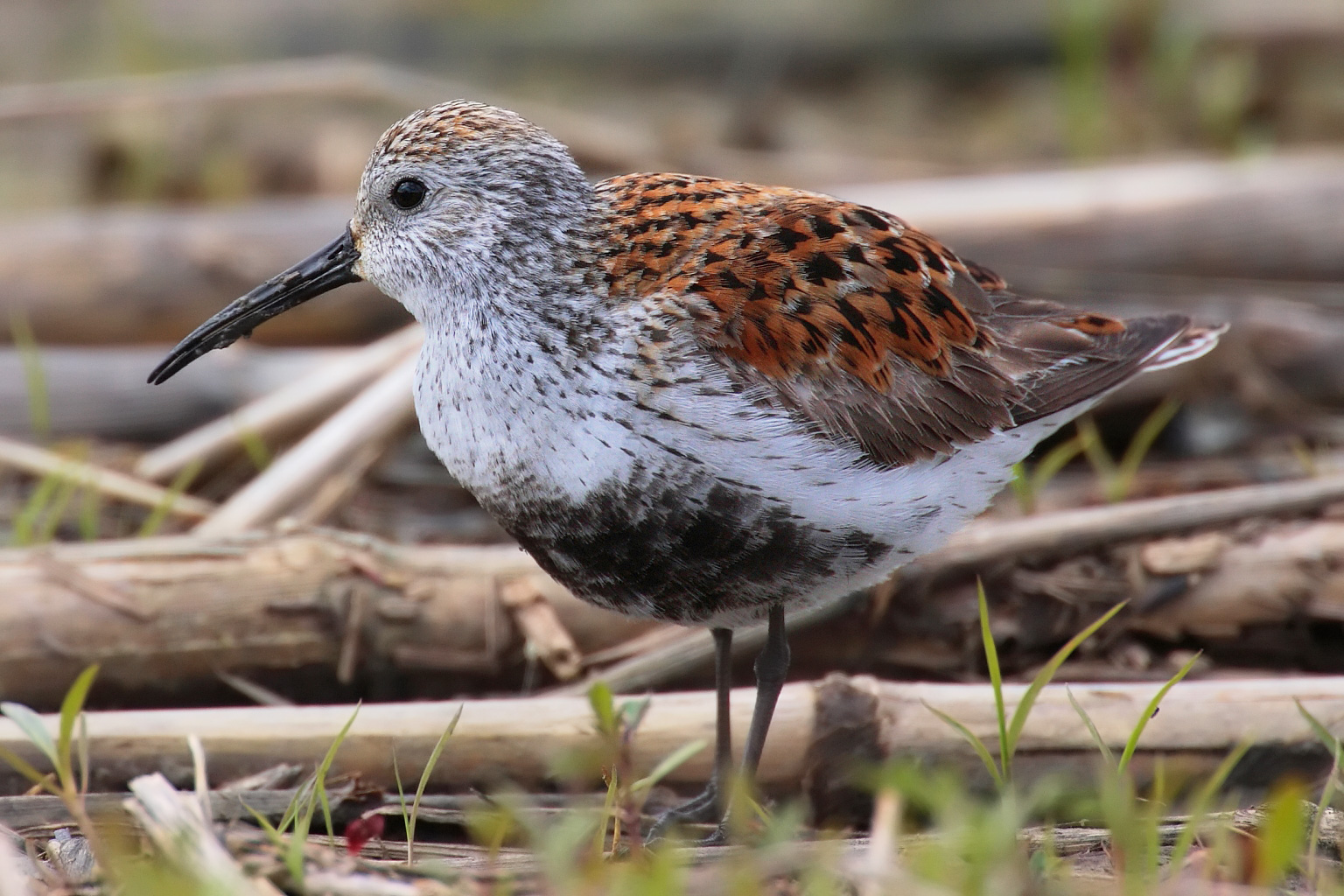
Балтійський підвид чорногрудого побережника в Естонії під особливою охороною.

Враховуючи невелику площу заповідника Абрука, охорона тварин не належить до першочергових завдань цієї установи. Втім, незначний антропогенний вплив нечисельного населення і близькість відкритого моря сприяють появі тут різноманітних птахів. Основу пташиного населення на приморських луках становлять кулики. До звичних мешканців охоронюваної території слід віднести грицика великого, крем'яшника звичайного, пісочника великого, чоботаря. До особливо рідкісних пернатих заповідника належить побережник чорногрудий балтійського підвиду. Крім них, на луках і узбережжях гніздується багато крячків і мартинів, зокрема такі види як: крячок каспійський, полярний і рябодзьобий, мартин чорнокрилий. Представники інших груп пернатих на заповідній території нечисленні. Серед них цінними є качки турпани, а також орлани-білохвости — єдині хижі птахи Абруцького заповідника.
Інші систематичні групи тварин у заповіднику не досліджені.

## Туристична інфраструктура

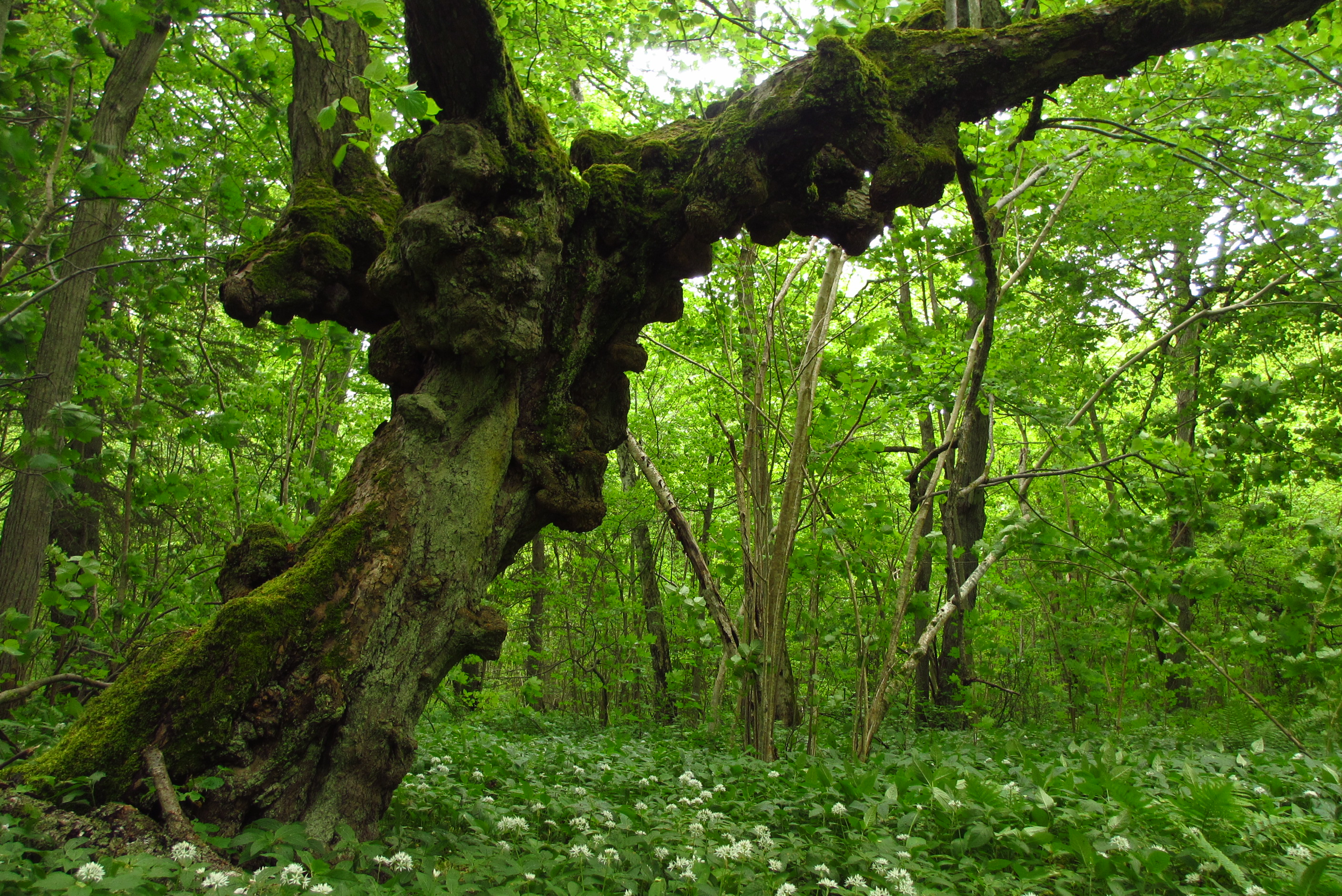
Липа Ліппмаа у 2012 році.

Оскільки територія заповідника Абрука мала, установа не має окремого штату охоронців і розвиненої туристичної інфраструктури. Туристи можуть відвідати деякі прикордонні ділянки охоронюваної зони, пересуваючись лісовою ґрунтовою дорогою. Зазвичай це роблять в рамках загального туру по острову. В околицях заповідника і села Абрука вони можуть побачити старовинні будинки, традиційні для заходу Естонії кам'яні огорожі, вітряки, а також два сучасних маяки XX століття, з-поміж яких особливо визначний Абруцький маяк.
В межах охоронної зони єдиним туристичним об'єктом є липа Ліппмаа. Це дуже старе дерево з незвичайним гіллям. Воно назване на честь видатного естонського ботаніка Теодора Ліппмаа, який в Абруцькому заповіднику досліджував трав'янисті рослини.